# جبريل بارون
جبريل بارون (بالفرنسية: Gabriel Baron)‏ هو محامي وسياسي فرنسي، ولد في 23 ديسمبر 1859 في مارسيليا في فرنسا، وتوفي في 22 أكتوبر 1928 في كان في فرنسا. انتخب رئيس بلدية ‏ وانتخب نائب فرنسي.